# 니제르의 경제
니제르의 경제는 주로 내부 시장, 자급 농업, 원자재 수출에 기반을 두고 있다. 사헬 산맥에 걸쳐있는 서아프리카의 육지로 둘러싸인 국가인 니제르는 상대적으로 낮은 GDP와 1인당 소득으로 인간 개발 지수에서 지속적으로 최하위에 랭크되어 왔다. 그리고 현재 내전과 테러의 영향을 받지 않는 사회. 경제 활동은 자급 농업, 축산업, 재수출 무역, 우라늄 수출에 중점을 둔다.
1994년 1월 서아프리카 CFA 프랑의 50% 절하로 가축, 소고기, 양파 및 니제르의 소규모 면화 산업의 수출이 증가했다. 나이지리아로 소를 수출하는 것은 물론 밤바라땅콩과 기름도 주요 비광물 수출품이다. 정부는 운영비와 공공 투자에 대해 1996년과 1999년 쿠데타 이후 잠시 중단되었던 양자 및 다자간 지원에 의존하고 있다. 단기적인 전망은 세계은행과 IMF의 지속적인 부채 탕감과 연장된 원조에 달려 있다. 1999년 이후의 정부는 이 기금들에 의해 제정된 민영화 및 시장 규제 완화 계획을 광범위하게 고수해 왔다.

## 종합

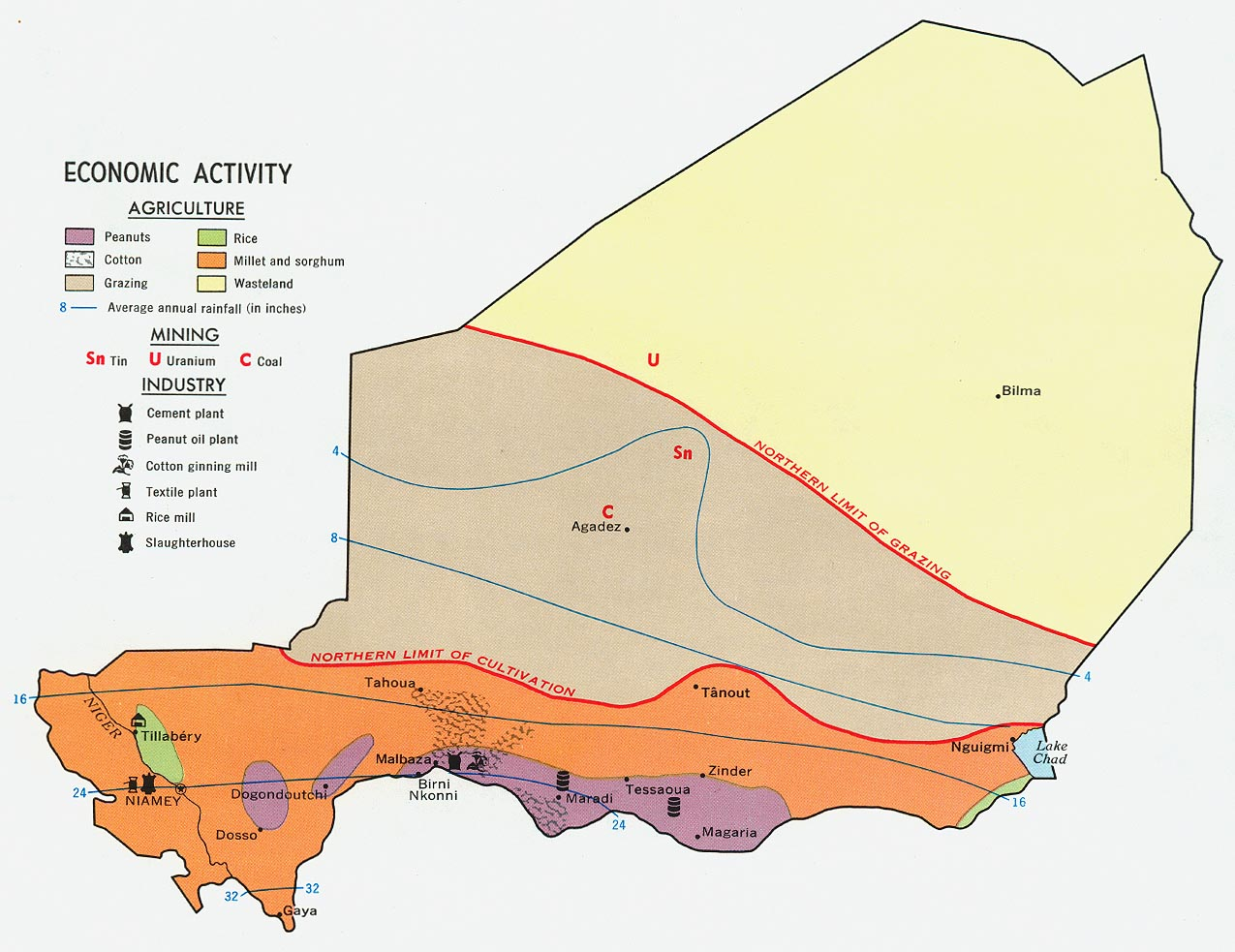
니제르 경제 지도(1969년) 땅콩 재배 지역은 보라색, 쌀은 녹색, 나머지 농경지는 오렌지색이고, 계절성 가축 사냥의 북쪽 경계는 갈색이다.

니제르의 경제는 주로 자급자족하는 작물, 가축, 그리고 세계에서 가장 큰 우라늄 매장량에 기반을 두고 있다. 가뭄 주기, 사막화, 3.4%의 인구 증가율, 우라늄 수요의 감소는 이미 한계 경제를 약화시켰다. 전통적인 자급자족 농업, 목축업, 소규모 무역, 비공식 시장은 공식적인 부문 일자리를 거의 창출하지 않는 경제를 지배한다. 1988년부터 1995년까지 니제르 전체 경제의 28%에서 30%가 규제되지 않은 비공식 부문에 속해 있었다.

## 1인당 GDP
니제르의 1인당 GDP는 1960년대에 10% 성장했다. 그러나 이것은 지속 가능하지 않은 것으로 판명되었고, 결과적으로 1980년대에 27%, 1990년대에 48% 더 줄어들었다. 이 GDP의 대부분은 아를리트의 우라늄 개발을 통해 설명된다. 광석은 외국 광산법인이 현장에서 부분적으로 가공해 트럭으로 베냉까지 운송한다. 국내총생산(GDP)의 변동은 국제 우라늄 가격의 변화와 더불어 주요 광산 회사인 프랑스의 코제마과의 가격 부정을 매핑할 수 있다. 1970년대 중반의 물가 상승은 1980년대와 1990년대의 대부분을 거쳐 시장 가격의 붕괴로 이어졌다. 따라서 1인당 GDP는 비록 우라늄이 정부 운영에 많은 자금을 지원하지만 평균적인 나이지리아에 직접적인 영향은 거의 없다. 2006년 인간 개발 지수는 179개국 중 174개국 HDI를 기록, 세계 최악의 수치에서 6위를 차지했다.

## 농업
니제르의 농업과 가축 부문은 인구의 18%를 제외한 모든 지역의 주요 산업이다. 니제르 GDP의 14%가 가축 생산(낙타, 염소, 양, 소)에 의해 발생하며 인구의 29%를 차지한다. 니제르 국토의 15%는 주로 나이지리아와의 남쪽 국경을 따라 분포한다. 강수량은 다양하며 부족할 경우 니제르는 식량 수요를 충족시키기 위해 곡물 구매와 식량 원조에 의존해야 한다. 2000년의 강수량은 좋지 않았지만 2001년의 강수량은 풍부하고 분포가 좋았다. 진주 기장, 수수, 카사바는 니제르의 주요 우식 작물이다. 내부 소비용 관개미는 비싸기는 하지만 CFA 프랑의 평가절하 이후 수입쌀 가격 이하로 판매되면서 추가 생산을 장려하고 있다. 소고기, 양파, 마늘, 고추, 감자, 밀은 상업적인 수출을 위해 재배된다. 1930년대와 1950년대에 전 식민지 강국인 프랑스가 도입한 밤바라땅콩과 그보다 덜한 수준의 목화가 나이지리아 산업 농업의 세계 시장의 대부분을 차지한다. 1970년대 초 우라늄을 대량으로 개발하기 전에는 땅콩기름이 나이지리아 최대의 수출품이었다.
니제르 인구의 대다수는 농업에 종사하는 시골 주민들로, 주로 남부 중부와 남서부에 있다. 이 사람들은 생산과 소비의 농업 시장 부분에 의존하고 있지만, 니제르 농업의 대부분은 시장 밖에서 자급자족하는 농업이다.

## 경제 성장
1994년 1월 CFA 프랑 평가절하로 창출된 경제경쟁력이 1990년대 중반 내내 연평균 3.5%의 경제성장에 기여한 이후 1999년 대외원조 급감, 2000년 차츰 재개된 호우악화로 경제가 침체됐다. 농업 부문의 중요성을 반영하듯, 2001년 예상 성장률 4.5%의 기초가 된 주요 요인은 호우 회수였다.

## 외국인 투자
최근 니제르 정부는 투자 법규 (1997년, 2000년), 석유 법규 (1992년), 광산 법규 (1993년)의 개정안을 발표했는데, 이 모든 것이 투자자들에게 매력적인 용어로 사용되었다. 현 정부는 적극적으로 외국인 민간 투자를 모색하고 있으며 경제 성장과 발전을 위한 핵심으로 보고 있다. 유엔 개발 계획(UNDP)의 도움으로 이 분야를 활성화하기 위한 공동의 노력을 기울여 왔다.

## 통화
니제르는 CFA 프랑과 중앙은행인 서아프리카 중앙은행(BCEAO)을 서아프리카 통화 동맹의 다른 6개 회원국과 공유한다. 프랑스 재무부는 프랑스 프랑(2002년 1월 1일 기준)에 대한 100 CFA의 고정 환율을 유지하기 위해 BCEAO의 국제 준비금을 보충하고 있다.

## 같이 보기
- 인간 개발 지수순 나라 목록
- 명목 국내 총생산순 나라 목록
- 일인당 명목 국내 총생산순 나라 목록
- 구매력 평가 기준 국내 총생산순 나라 목록
- 일인당 구매력 평가 기준 국내 총생산순 나라 목록
- 일인당 명목 국민 총소득순 나라 목록
- 유엔 아프리카 경제 위원회